# Yehuda Arazi
Pour les articles homonymes, voir Arazi (homonymie).
Yehuda Arazi (27 novembre 1907 - 25 février 1959) était un Juif polonais membre de la Haganah durant la guerre israélo-arabe de 1948.

## Biographie
Arazi nait à Łódź en 1907. Il émigre avec ses parents à Tel-Aviv en 1924 et rejoint la Police mandataire et la Haganah. En tant que policier, il fut connu comme inspecteur chargé en 1933 du meurtre de Haïm Arlozoroff. En 1936, Arazi est renvoyé en Pologne pour y développer un réseau clandestin de fourniture d'armes pour le Yichouv.
Au début de la Seconde Guerre mondiale, Arazi coopère avec les services secrets britanniques.
En 1943, il « confisque » 5000 fusils de la police mandataire pour la Haganah et doit entrer dans la clandestinité.
De 1945 à 1948, il travaille pour les services de renseignements du Yichouv.
Après la guerre de 1948, Arazi devient un homme d'affaires et construit l'hôtel Ramat-Aviv.
Il meurt en 1959.